# Jeremy Wooding
Jeremy Wooding (* 1969 in Northampton, Northamptonshire) ist ein britischer Filmregisseur, Drehbuchautor und Filmproduzent. Internationale Bekanntheit erlangte er durch Spielfilme wie Bollywood Queen, The Magnificent Eleven, Blood Moon oder Burning Men.

## Leben und Karriere
Der 1969 in Northampton geborene Jeremy Wooding drehte seit 1997 erst verschiedene Kurzfilme, bevor er im Jahr 2002 das romantische Musical Bollywood Queen mit Preeya Kalidas, James McAvoy und Ray Panthaki in den Hauptrollen inszenierte. 2013 folgte die Sportkomödie in der Besetzung Josh O’Connor, Joseph Millson, Robert Vaughn, Sean Pertwee und Kelly Wenham. Ein Jahr später realisierte Wooding den Horrorthriller Blood Moon mit George Blagden in der Hauptrolle. Blood Moon lief auf verschiedenen internationalen Festivals. Beim portugiesischen Filmfestival Fantasporto wurde er in der Kategorie Best Film für den International Fantasy Film Award nominiert. 2019 führte er dann bei dem Filmdrama Burning Men mit Edward Hayter, Aki Omoshaybi und Elinor Crawley Regie.
Neben seiner Tätigkeit beim Film hat Jeremy Wooding auch Episoden für verschiedene britische Fernsehserien gedreht, unter anderem für die populäre britische Comedyserie Peep Show mit David Mitchell und Robert Webb.

## Filmografie (Auswahl)

### Filmregisseur
- 2000: Soul Patrol (Kurzfilm)
- 2002: Bollywood Queen
- 2003: Peep Show (Fernsehserie, 6 Episoden)
- 2007: The Restaurant (Fernsehserie, 11 Episoden)
- 2008: Dani's House (Fernsehserie, 6 Episoden)
- 2009: The Legend of Dick and Dom (Fernsehserie, 7 Episoden)
- 2009–2010: Bear Behaving Badly (Fernsehserie, 11 Episoden)
- 2010: Shelfstackers (Fernsehserie, 1 Episode)
- 2013: The Magnificent Eleven
- 2014: Blood Moon
- 2019: Burning Men

### Filmproduzent
- 2000: Soul Patrol (Kurzfilm)
- 2014: Blood Moon
- 2019: Burning Men

### Drehbuchautor
- 2000: Soul Patrol (Kurzfilm)
- 2002: Bollywood Queen
- 2019: Burning Men

## Auszeichnungen
- 2015: Nominierung beim portugiesischen Filmfestival Fantasporto – Festival Internacional de Cinema do Porto für den International Fantasy Film Award in der Kategorie Best Film für den Spielfilm Blood Moon